# Robin Wright
Robin Virginia Gayle Wright, även känd som Robin Wright Penn, född 8 april 1966 i Dallas i Texas, är en amerikansk skådespelare. Hon är kanske mest förknippad med rollen som Jenny i succéfilmen Forrest Gump.
Vid Golden Globe-galan 2014 prisades Wright i kategorin Bästa kvinnliga skådespelare i en dramaserie för sin roll i House of Cards.

## Privatliv

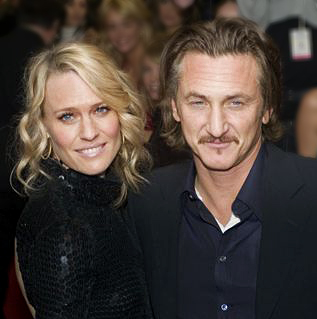
Robin Wright med dåvarande maken Sean Penn, 2006.

Robin Wright var gift med Sean Penn mellan 1996 och 2010. De har en dotter, Dylan Frances Penn, född den 13 april 1991, och en son, Hopper Jack Penn, född den 6 augusti 1993. Mellan 2012 och 2015 hade hon ett förhållande med skådespelaren Ben Foster. År 2017 började Wright sällskapa med Clément Giraudet, en chef hos Saint Laurent. De gifte sig år 2018 in Frankrike. Wright ansökte om skilsmässa i september 2022.

## Filmografi (i urval)
- 1986 – Hollywood Vice Squad - Lori Stanton
- 1987 – Bleka dödens minut - Buttercup/The Princess Bride
- 1990 – Denial - Sara/Loon
- 1990 – State of Grace - Kathleen Flannery
- 1992 – The Playboys – Tara Maguire
- 1992 – Toys – Gwen Tyler
- 1994 – Forrest Gump – Jenny Curran
- 1995 – Hämnden – Jojo
- 1996 – Moll Flanders – Moll Flanders
- 1997 – Loved – Hedda Amerson
- 1997 – She's So Lovely – Maureen Murphy Quinn
- 1998 – Hurlyburly – Darlene
- 1999 – Kärleksbrev – Theresa Osborne
- 2000 – How to Kill Your Neighbor's Dog – Melanie McGowan
- 2000 – Unbreakable – Audrey Dunn
- 2001 – Löftet – Lori
- 2001 – The Last Castle – Rosalie Irwin
- 2002 – Vit oleander – Starr
- 2003 – The Singing Detective – Nicola/Nina/Blonde
- 2003 – Virgin – Mrs. Reynolds
- 2004 – A Home at the End of the World – Clare
- 2005 – Nine Lives – Diana
- 2005 – Sorry, Haters – Phoebe
- 2006 – Breaking and Entering – Liv
- 2007 – Beowulf – Wealthow
- 2008 – What Just Happened – Kelly
- 2009 – New York, I Love You – Anna
- 2009 – Pippa Lees hemliga liv – Pippa Lee
- 2009 – State of Play – Anne Collins
- 2009 – En julsaga – Röst till Fan Scrooge/Belle (i den engelska versionen)
- 2010 – The Conspirator – Mary Surratt
- 2011 – Rampart – Linda Fentress
- 2011 – Moneyball – Sharon
- 2011 – The Girl with the Dragon Tattoo – Erika Berger
- 2013 – Adore – Roz
- 2013 – The Congress – Robin Wright
- 2013–2017 – House of Cards (TV-serie) – Claire Underwood
- 2014 – A Most Wanted Man – Martha Sullivan
- 2015 – Everest – Peach Weathers
- 2017 – Wonder Woman – Antiope
- 2017 – Blade Runner 2049 – Lieutenant Joshi
- 2020 – Wonder Woman 1984 – Antiope
- 2024 – Here